# Марченко, Анатолий Александрович
Анатолий Александрович Марченко (род. 5 апреля 1956, Херсон) — советский футболист, полузащитник.

## Биография
Футбольную карьеру начал в 1973 году в составе херсонского «Локомотива», который выступал во Второй лиге СССР. В следующем году перешел в состав киевского «Динамо». С 1974 по 1975 выступал за дубль «динамовцев». Дебютировал за первую команду 4 апреля 1976 в домашнем поединке 1-о тура Высшей лиги СССР против московского «Динамо». Анатолий вышел на поле в стартовом составе и отыграл весь матч. Дебютным голом за киевскую команду отличился 23 мая 1976 на 20-й минуте домашнего поединка 8-о тура Высшей лиги против тбилисского «Динамо». Марченко мыграл все 90 минут встречи. (Результат того поединка был аннулирован.). В весенней части сезона 1976 в Высшей лиге сыграл 10 матчей и отметился 2 голами. В осенней части сезона снова выступал за дубль. Сезон 1977 сыграл в киевском СКА, где был одним из основных игроков (38 матчей и 1 гол).
В 1978 стал игроком ворошиловградской «Зари», но выступал исключительно за дублирующий состав. В следующем году перешёл в другой клуб из Высшей лиги — «Кайрат», где снова выступал за дублирующий состав. По ходу сезона был отдан в аренду в «Трактор», который выступал во Второй лиге. За павлодарский коллектив сыграл 15 матчей и забил 1 гол. «Кайрат» и в дальнейшем не был заинтересован в услугах Марченко, поэтому сезон 1980 и часть 1981 в он провел в аренде в узбекском «Хорезме», за который сыграл 41 матч и отметился 2 голами. В 1981 году вернулся в алматинский клуб, где выступал до конца сезона за дублирующий состав. В 1982 году вернулся в киевское СКА, которое в то время выступало в Первой лиге, но в составе «армейцев» сыграл лишь 2 поединка в Кубке СССР. В дальнейшем выступал на любительском уровне. В 1982 защищал цвета новокаховкской «Энергии», а в следующем году — «Гринчерула» из Кишинёва и херсонского «Дорожника».
В 1984 году Марченко вернулся в профессиональный футбол, усилив херсонский «Кристалл». В основной команде закрепиться он не смог. В составе «Кристалла» сыграл 7 матчей во Второй лиге, а в конце сезона покинул команду. С 1985 по 1988 год выступал в чемпионате УССР за новокаховскую «Энергию». В 1989 году выступал в каховкском «Мелиораторе», а с 1990 по 1991 защищал цвета других любительских клубов: «Таврии» (Новотроицкое) и «Кировец» (Нижние Серогозы).
В 1992 году вернулся в новокаховкскую «Энергию», в составе которой в сезоне 1993/94 выступал в любительском чемпионате Украины (28 матчей). В конце сезона решил завершить карьеру футболиста.